# Мейфілд (Пенсільванія)
Мейфілд (англ. Mayfield) — місто (англ. borough) в США, в окрузі Лекаванна штату Пенсільванія. Населення — 1763 особи (2020).

## Географія
Мейфілд розташований за координатами 41°32′23″ пн. ш. 75°31′53″ зх. д. / 41.53972° пн. ш. 75.53139° зх. д. (41.539763, -75.531291).  За даними Бюро перепису населення США в 2010 році місто мало площу 6,34 км², з яких 6,34 км² — суходіл та 0,00 км² — водойми.

## Демографія
Згідно з переписом 2010 року, у селищі мешкало 1807 осіб у 739 домогосподарствах у складі 515 родин. Густота населення становила 285 осіб/км².  Було 800 помешкань (126/км²).
Расовий склад населення:
| - 97,7 % — білих - 0,8 % — чорних або афроамериканців - 0,4 % — азіатів - 0,1 % — корінних американців |

До двох чи більше рас належало 0,6 %. Частка іспаномовних становила 1,1 % від усіх жителів.
За віковим діапазоном населення розподілялося таким чином: 23,2 % — особи молодші 18 років, 59,9 % — особи у віці 18—64 років, 16,9 % — особи у віці 65 років та старші. Медіана віку мешканця становила 41,6 року. На 100 осіб жіночої статі у селищі припадало 98,4 чоловіків;  на 100 жінок у віці від 18 років та старших — 92,8 чоловіків також старших 18 років.
Середній дохід на одне домашнє господарство  становив 57 046 доларів США (медіана — 47 292), а середній дохід на одну сім'ю — 69 799 доларів (медіана — 59 091). Медіана доходів становила 40 707 доларів для чоловіків та 35 357 доларів для жінок. За межею бідності перебувало 7,9 % осіб, у тому числі 11,7 % дітей у віці до 18 років та 4,9 % осіб у віці 65 років та старших.
Цивільне працевлаштоване населення становило 859 осіб. Основні галузі зайнятості: освіта, охорона здоров'я та соціальна допомога — 22,0 %, виробництво — 16,5 %, роздрібна торгівля — 12,7 %, мистецтво, розваги та відпочинок — 10,0 %.